# Església Ortodoxa de Jerusalem
L'Església Ortodoxa de Jerusalem, que té el nom històric de Patriarcat Ortodox Grec de Jerusalem, és una de les esglésies autocèfales integrades en la comunió ortodoxa. És regida pel patriarca ortodox de Jerusalem.